# Nii Lamptey
Nii Lamptey, född den 10 december 1974 i Pig Farm, Accra, är en ghanansk fotbollsspelare.

## Uppväxt
Nii Lamptey uppväxt fördelades mellan de två ghananska städerna Accra och Kumasi. Hans pappa var alkoholiserad och Lamptey brukade gömma sig under bilar för att undvika våldet i hemmet. Efter att ha upptäckts av den rika affärsmannen Salifu Abubakari gick Lamptey med i ett muslimskt fotbollslag och konverterade till Islam till sin fars stora förvåning. Han talade inte engelska utan istället ga som var den lokala stammens språk som hans farfar en gång var kung över (därav namnet Nii som betyder "kung"). Den unge Lamptey saknade intresse för skolan och lärde sig inte att skriva eller läsa.

## Spelarkarriär

### Anderlecht
Redan från tidig ålder fanns det stora förhoppningar i hemlandet för att Lamptey skulle hjälpa den inhemska fotbollen till nya höjder. Ghanas fotbollsförbund beslagtog hans pass för att han skulle stanna i landet så att de skulle kunna bygga ett lag kring honom. Med bonuspengar från turneringssegern i 1991 års U17-världsmästerskap kunde dock Lamptey fly sitt hemland med ett falskt pass som hävdade att han var Nigerias lagkaptens Stephen Keshis son och skrev på för Keshis lag, Anderlecht. Hans ankomst skapade stort intresse och på träningarna befann sig tre gånger så många supportrar än vanligt för att se den nya stjärnan.
För att möjliggöra spel för den nya stjärnan ändrade ligan reglerna för åldersgränser i ligan. Han debuterade den 16 december 1990, sex dagar innan han skulle fylla 16 år, då han ersatte Luc Nilis mot Cercle Brügge och han nätade direkt. Anderlecht var försiktiga med sin nya talang och han spelade aldrig tre matcher i rad och var endast inhoppare. Redan första säsongen vann laget ligan och Lamptey bidrog med sju mål. Han gjorde även mål i UEFA-cupens kvartsfinal mot AS Roma.
Intresset för honom blev stort bland Europas största fotbollsklubbar. 1991 lade Olympique Marseille ett bud på 20 miljoner $, men han övertygades om att steget till klubben skulle bli för stort. Det skulle senare visa sig att spelarrättigheterna till Lamptey ägdes av spelaragenten Antonio Caliendo, något som skulle visa sig skada Lampteys fortsatta karriär. Lamptey hade några år tidigare skrivit på ett kontrakt i utbyte mot kontanter, men eftersom han varken kunde läsa eller skriva visste han inte vad avtalet avsåg.
Lamptey under efterföljande säsonger ofta skadad för sitt klubblag och det uppstod en konflikt mellan klubben och spelaren då han alltid var spelbar för sitt landslag.

### PSV Eindhoven
Lamptey lämnade Anderlecht och provspelade istället hos PSV Eindhoven. Den holländska klubben var intresserade av spelaren men hade inte råd med övergångssumman. Istället släpptes han på lån. Romário hade lämnat klubben och Lamptey fick uppgiften att fylla det hål som den stora brasiliaren lämnat efter sig. Han imponerade mot rivalerna Ajax där han gjorde två mål och ett mål mot Feyenoord, men över hela säsongen han lyckades inte leva upp till de stora förväntningarna. Totalt blev det 10 mål på 22 matcher och var lagets bästa målskytt tillsammans med Arthur Numan när laget slutade på tredje plats, tio poäng efter mästarna. När klubben istället valde att köpa de billigare alternativen Luc Nilis och Ronaldo Luís Nazário de Lima fick den unge ghananen lämna.

### Aston Villa
Då det inte fanns intresse för Lamptey att återvända till Anderlecht lånades han istället ut till engelska Premier League och Aston Villa med en möjlighet att göra övergången permanent för en miljon pund. Enligt uppgift var det agenten Antonio Caliendo som styrde flytten till Aston Villa då den gav mest pengar, varav Caliendo skulle få 25 %. Aston Villa hade en tuff säsong och undvek nedflyttning med ett hårsmån. För Lamptey var säsongen skadefylld. I ligan blev det bara tio framträdanden utan att göra mål. Totalt blev det tre mål för Lamptey under säsongen; alla tre i dubbelmötet mot Football League Third Division-laget Wigan i ligacupens andra omgång när Aston Villa vann med totalt 8-0.

### Coventry
Efter misslyckandet i Aston Villa fick han en ny möjlighet att göra ett avtryck i Premier League när Coventry valde att värva spelaren. I Coventry återförenades han med sin tidigare tränare från Aston Villa, Ron Atkinson, som ville värva över spelaren. Säsongen blev återigen misslyckad och under sex matcher i ligan lyckades Lamptey inte finna målet. Återigen var det i ligacupens andra omgång som Lamptey lyckades göra mål där han gjorde ett mål i vardera match i dubbelmötet mot Hull City. Efter en konflikt med klubbens styrelse över hans deltagande i Afrikanska mästerskapen blev han oönskad och lämnade.

### Venezia, Unión Santa Fe, Ankaragücü och Leiria
Efter att han släpptes från kontraktet i Coventry levde Lamptey som fotbollsnomad under resterande delen av karriären. Först skrev han på för Venezia i italienska Serie B, men sejouren varade endast ett halvår. Efter endast fem matcher i ligan utan mål sökte Lamptey istället lyckan i Argentina. Han hoppades att gå i Diego Maradonas fotspår och spela för Boca Juniors. Klubben hade dock redan fyllt sin kvot med utländska spelare i truppen och hamnade istället hos Unión Santa Fe. Ett halvår och sex matcher senare följde korta sejourer i turkiska Ankaragücü och därefter portugisiska UD Leiria.

### Greuther Fürth
I juli 1999 värvades Lamptey till SpVgg Greuther Fürth i 2. Bundesliga, näst högsta divisionen i Tyskland. Osäkra på Lampteys status skrevs inledningsvis ett kortare kontrakt om tre månader, men efter några veckor med laget förlängdes kontraktet säsongen ut och senare även över efterföljande säsong.
Fotbollsmässigt var det bland de bättre åren för Lamptey under hans senare karriär och mittfältaren fick återigen regelbundet med speltid. Redan i sin andra match i ligan, borta mot RW Oberhausen, skulle han göra stort intryck. Inbytt efter 30 minuter vid ställningen 3-0 till Oberhausen gjorde han två mål under sina 60 minuter på plan då laget vände och vann med 3-4. Under sin första säsong spelade han 22 matcher i ligan, varav åtta från start, och gjorde fyra mål. Greuther Fürth slogs på den övre halvan i ligan och hamnade till slut på en sjunde plats i ligan.
Trots förhoppningarna om att Lamptey var på väg mot gammal god form igen blev den efterföljande säsongen inte alls vad han hade hoppats på. Säsongen inleddes med kontinuerliga inhoppa och även mål i 3-0-segern mot Alemannia Aachen. När Uwe Erkenbrecher tog över som tränare för laget i slutet av november var Lamptey inte längre önskad och fick allt mindre speltid, endast tre kortare inhopp i ligan under resten av säsongen. Totalt blev det 15 matcher i ligan, samtliga som inhoppare, och endast ett mål under säsongen och även två inhopp i cupen när laget knappt missade uppflyttning. Efter säsongen var laget villiga att släppa spelaren.
Tiden i Tyskland var dock tuff. Utanför planen drabbades Lamptey av personliga tragedier. På grund av sin hudfärg buades han ut av publiken, lagkamrater vägrade att prata med honom eller passa till honom på plan. En lagkamrat vägrade dessutom att dela hotellrum med spelaren.

### Shandong Luneng
Efter den turbulenta tiden i Tyskland ryktades det om att han skulle återförenas med tränaren Aad de Mos i belgiska KV Mechelen, men istället flyttade Lamptey till Shandong Luneng i den kinesiska högsta divisionen, Chinese Jia-A League. Tiden har han beskrivit som den bästa i karriären. Sejouren i Kina inleddes strålande med goda vitsord efter seger med 4-0 i debutmatchen mot Sichuan Guancheng FC. Första målet kom redan 8 juli då han inledde målskyttet i segern med 3-1 mot Liaoning Whowin FC. Under perioden i Kina blev han snart uppskattad av både fans och fotbollsexperter på väg mot 9 mål på 37 matcher.

### Senare karriär
Efter att ha imponerat i flera försäsongsmatcher och genomgått läkarundersökning skrev Lamptey i september 2003 på för Al-Nasr i Dubai. Tiden i Dubai blev kortvarig och spelaren lämnade klubben efter en säsong.
I juni 2005 återvände han efter femton år utomlands till hemlandet Ghana när han skrev ett 1-årskontrakt för Asante Kotoko i Ghana Premier League. Enligt Lamptey erbjöd flytten en sportslig utmaning, men även en möjlighet att vara i närheten av den skola han startat.
Sedan flyttade Lamptey till sin sista klubb i den aktiva karriären, sydafrikanska Jomo Cosmos. Tiden i Sydafrika blev dock kort och Lamptey lämnade klubben redan efter åtta månader.

## Landslagskarriär

### Ungdomslandslag
Som 14-åring spelade Lamptey U16-världsmästerskapen i Skottland. Efter den inledande matchen mot värdnationen hyllades han av självaste Pelé som sin efterträdare. Två år senare, 16 år gammal, vid 1991 års U17-världsmästerskap i Italien drog Lamptey återigen till sig stor uppmärksamhet. Bland flera blivande storspelare såsom Juan Sebastian Veron och Alessandro Del Piero lyckades han vinna Guldbollen som turneringens bästa spelare och göra fyra mål på vägen till en överraskande seger i turneringen.
Lamptey deltog även vid U20-världsmästerskapen i Australien 1993 där han var kapten för sitt land. Han gjorde det inledande målet i den avslutande gruppspelsmatchen mot Portugal. Målet skulle bli hans enda i turneringen. Matchen slutade 2-0 till Ghana och laget gick vidare som grupptvåa. Ghana vann en silvermedalj efter finalförlust med 1-2 mot Brasilien.

### Olympiska spelen
Lamptey deltog i det ghananska landslaget som tävlade i olympiska spelen 1992 i Barcelona. Ghana hade det yngsta laget i turneringen med en snittålder på bara 18,8 år. Han gick in i turneringen som lagets stora stjärna. Istället för sin vanliga roll som notorisk målskytt, han gjorde inga mål under turneringen, bidrog han stort i rollen som speluppläggare i Ghanas kreativa spel och öppnade framförallt upp för lagets bästa målskytt, Kwame Ayew. Lamptey startade samtliga matcher i turneringen för sitt lag på vägen till en överraskande bronsmedalj efter seger mot Australien i bronsmatchen; den första medalj någonsin för ett afrikansk lag i turneringen och Ghanas enda medalj under denna upplaga av de olympiska spelen.

### Black Stars
Tidigare samma år, sexton år och 124 dagar gammal (näst yngst någonsin i Ghana efter Joachim Yaw Acheampong), hade han debuterat för Ghanas landslag, Black Stars, i en match mot Nigeria.
Den största framgången i seniorlandslaget var Afrikanska mästerskapen 1992 i Senegal då laget tog sig ända fram till final. Trots att Lamptey gjorde mål på andra straffen för sitt lag i straffsparksläggningen förlorade Black Stars med totalt 11-10 mot Elfenbenskustens herrlandslag i fotboll.
Han blev utvisad i semifinalen i Afrikanska mästerskapen 1996 när Ghana kom på fjärde plats. Lamptey spelade bara en match till för Black Stars i förlusten med 8-2 borta mot Brasilien 1996. Sammanlagt representerade han sitt land vid 38 tillfällen och gjorde 8 mål under sina framträdanden.

## Meriter
Anderlecht
- Jupiler League: 1991, 1992

Ghana
- U17-världsmästerskapet i fotboll 1991: guld
- Afrikanska mästerskapet: silver
- Fotboll vid olympiska sommarspelen 1992: brons
- U20-världsmästerskapet i fotboll 1993: silver

Individuellt
- Guldskon (turneringens bästa spelare) vid 1991 års U17-världsmästerskap